# Čertovica
Die Čertovica (ungarisch Ördöglakodalma-hágó) ist ein Gebirgspass in der Niederen Tatra in der Slowakei. Er verbindet die oberen Täler von Hron auf der Südseite (Region Horehronie) und Waag auf der Nordseite (Region Liptau). Abgesehen von den Randpässen in Donovaly und bei Vernár ist er der einzige befahrbare Pass im Hauptkamm der Niederen Tatra und zugleich der höchste befahrbare Pass in der Slowakei.
Geomorphologisch gesehen trennt der Pass die zwei Unterteilungen der Niederen Tatra: die Ďumbierske Tatry im Westen und die Kráľovohorské Tatry im Osten. Auf der Passhöhe befindet sich ein kleines Wintersportgebiet, ist aber auch ein Ausgangspunkt für Aktivitäten im Sommer.
Über den Pass verläuft sowohl auch die Staatsstraße I/72 als auch der internationale Wanderweg E8, der hier auch Wanderweg der Helden des Slowakischen Nationalaufstandes (Cesta hrdinov SNP) genannt wird.

## Name
Der Name hatte ursprünglich nichts mit dem Teufel (slowakisch čert) zu tun, sondern soll vom heute veralteten slowakischen Substantiv čierťaž (und dem Adjektiv čertový), das in mehreren Varianten in geographischen Namen in der Slowakei zu finden ist, abgeleitet worden sein. Das Wort ist ein Erbe der walachischen Kolonisierung der Hochflächen des damaligen Königreichs Ungarn und bezeichnete ursprünglich eine durch Rodung gewonnene Fläche im Wald, also Lichtung. Neben dieser Bedeutung entstand die zweite Bedeutung „Grenze, Grenzlinie“, später kam aber das Wort čierťaž außer Gebrauch und war fast nur noch in Flurbezeichnungen vorhanden, somit begann durch Volksetymologie eine Assoziierung mit dem Teufel. Nach dieser Deutung entstanden mehrere Sagen, wie z. B. jene, nach der der Teufel mit den Hexen in der Walpurgisnacht Feste im Bereich des Passes gefeiert haben soll. Früher gab es auch die Namensform Čertova svadba (deutsch Teufelshochzeit) für den Pass, heute heißt so ein 1463 m n.m. hoher Berg südöstlich der Passhöhe.